# Sergio Staino
Sergio Staino (8. června 1940 Piancastagnaio – 21. října 2023 Florencie) byl italský autor komiksů a filmový režisér. Od roku 1979 ve svých karikaturistických dílech uváděl postavu jménem Bobo (původně byla uvedena v časopisu Linus). V osmdesátých letech začal přispívat do novin Il Messaggero a L'Unità. V roce 1986 založil vlastní satiristický časopis Tango. V letech 1987 až 1993 natáčel satiristické televizní pořady pro stanici Rai 3. Natočil také dva celovečerní filmy: Cavalli si nasce (1988) a Non chiamarmi Omar (1992). Je rovněž autorem scénářů k oběma filmům (ve druhém případě šlo o spolupráci s Francescem Tulliem Altanem). Roku 2016 vyšla jeho autobiografická kniha nazvaná Io sono Bobo (podíleli se na ní novináři Fabio Galati a Laura Montanari). V roce 2016 získal ocenění Premio Tenco.